# Campionati mondiali di skeleton
I Campionati mondiali di skeleton sono una competizione sportiva organizzata dalla International Bobsleigh & Skeleton Federation (IBSF) in cui si assegnano i titoli mondiali nelle diverse specialità del skeleton. Si svolgono con cadenza annua dal 1982 (e dal 1999 soltanto negli anni non olimpici), nella specialità maschile. Lo skeleton femminile fu introdotto nel 2000. A partire dal 2004 si ebbe una sede unica per le gare di bob e di skeleton maschili e femminili e la manifestazione prese il nome di FIBT World Championships (ora IBSF World Championships). Una gara a squadre miste di bob e di skeleton venne inserita nel 2007 e rimase in vigore sino all'edizione del 2019; a partire dal 2020 essa venne abolita e sostituita con una gara a squadre miste riservata ai soli skeletonisti.

## Albo d'oro

### Singolo donne
| Anno | Luogo                | Oro                             | Argento                       | Bronzo                          |
| ---- | -------------------- | ------------------------------- | ----------------------------- | ------------------------------- |
| 2000 | Igls                 | Steffi Hanzlik Germania         | Mellisa Hollingsworth Canada  | Tricia Stumpf Stati Uniti       |
| 2001 | Calgary              | Maya Pedersen Svizzera          | Alex Coomber Gran Bretagna    | Tricia Stumpf Stati Uniti       |
| 2003 | Nagano               | Michelle Kelly Canada           | Ekaterina Mironova Russia     | Tristan Gale Stati Uniti        |
| 2004 | Schönau am Königssee | Diana Sartor Germania           | Lindsay Alcock Canada         | Kerstin Jürgens Germania        |
| 2005 | Calgary              | Maya Pedersen Svizzera          | Noelle Pikus-Pace Stati Uniti | Michelle Kelly Canada           |
| 2007 | Sankt Moritz         | Noelle Pikus-Pace Stati Uniti   | Maya Pedersen Svizzera        | Katie Uhlaender Stati Uniti     |
| 2008 | Altenberg            | Anja Huber Germania             | Katie Uhlaender Stati Uniti   | Kerstin Jürgens Germania        |
| 2009 | Lake Placid          | Marion Trott Germania           | Amy Williams Gran Bretagna    | Kerstin Szymkowiak Germania     |
| 2011 | Schönau am Königssee | Marion Thees Germania           | Anja Huber Germania           | Mellisa Hollingsworth Canada    |
| 2012 | Lake Placid          | Katie Uhlaender Stati Uniti     | Mellisa Hollingsworth Canada  | Elizabeth Yarnold Gran Bretagna |
| 2013 | Sankt Moritz         | Shelley Rudman Gran Bretagna    | Noelle Pikus-Pace Stati Uniti | Sarah Reid Canada               |
| 2015 | Winterberg           | Elizabeth Yarnold Gran Bretagna | Jacqueline Lölling Germania   | Elisabeth Vathje Canada         |
| 2016 | Igls                 | Tina Hermann Germania           | Janine Flock Austria          | Elena Nikitina Russia           |
| 2017 | Schönau am Königssee | Jacqueline Lölling Germania     | Tina Hermann Germania         | Lizzy Yarnold Gran Bretagna     |
| 2019 | Whistler             | Tina Hermann Germania           | Jacqueline Lölling Germania   | Sophia Griebel Germania         |
| 2020 | Altenberg            | Tina Hermann Germania           | Marina Gilardoni Svizzera     | Janine Flock Austria            |
| 2021 | Altenberg            | Tina Hermann Germania           | Jacqueline Lölling Germania   | Elena Nikitina BFR              |
| 2023 | Sankt Moritz         | Susanne Kreher Germania         | Kimberley Bos Paesi Bassi     | Mirela Rahneva Canada           |
| 2024 | Winterberg           |                                 |                               |                                 |
| 2025 | Lake Placid          |                                 |                               |                                 |

### Singolo uomini
| Anno | Luogo                | Oro                           | Argento                                                  | Bronzo                                          |
| ---- | -------------------- | ----------------------------- | -------------------------------------------------------- | ----------------------------------------------- |
| 1982 | Sankt Moritz         | Gert Elsässer Austria         | Nico Baracchi Svizzera                                   | Alain Wicki Svizzera                            |
| 1989 | Sankt Moritz         | Alain Wicki Svizzera          | Christian Auer Austria                                   | Franz Plangger Austria                          |
| 1990 | Schönau am Königssee | Michael Grünberger Austria    | Andi Schmid Austria                                      | Gregor Stähli Svizzera                          |
| 1991 | Igls                 | Christian Auer Austria        | Andi Schmid Austria                                      | Michael Grünberger Austria                      |
| 1992 | Calgary              | Bruce Sandford Nuova Zelanda  | Gregor Stähli Svizzera                                   | Christian Auer Austria                          |
| 1993 | La Plagne            | Andi Schmid Austria           | Franz Plangger Austria                                   | Gregor Stähli Svizzera                          |
| 1994 | Altenberg            | Gregor Stähli Svizzera        | Andi Schmid Austria                                      | Franz Plangger Austria                          |
| 1995 | Lillehammer          | Jürg Wenger Svizzera          | Christian Auer Austria                                   | Ryan Davenport Canada                           |
| 1996 | Calgary              | Ryan Davenport Canada         | Franz Plangger Austria                                   | Christian Auer Austria                          |
| 1997 | Lake Placid          | Ryan Davenport Canada         | Jim Shea Stati Uniti                                     | Chris Soule Stati Uniti                         |
| 1998 | Sankt Moritz         | Willi Schneider Germania      | Alain Wicki Svizzera                                     | Felix Poletti Svizzera                          |
| 1999 | Altenberg            | Jim Shea Stati Uniti          | Andy Böhme Germania                                      | Willi Schneider Germania                        |
| 2000 | Igls                 | Andy Böhme Germania           | Gregor Stähli Svizzera                                   | Jim Shea Stati Uniti e Alexander Müller Austria |
| 2001 | Calgary              | Martin Rettl Austria          | Jeff Pain Canada                                         | Lincoln DeWitt Stati Uniti                      |
| 2003 | Nagano               | Jeff Pain Canada              | Chris Soule Stati Uniti                                  | Brady Canfield Stati Uniti                      |
| 2004 | Schönau am Königssee | Duff Gibson Canada            | Florian Grassl Germania                                  | Frank Kleber Germania                           |
| 2005 | Calgary              | Jeff Pain Canada              | Gregor Stähli Svizzera                                   | Duff Gibson Canada                              |
| 2007 | Sankt Moritz         | Gregor Stähli Svizzera        | Eric Bernotas Stati Uniti                                | Zach Lund Stati Uniti                           |
| 2008 | Altenberg            | Kristan Bromley Gran Bretagna | Jon Montgomery Canada                                    | Frank Rommel Germania                           |
| 2009 | Lake Placid          | Gregor Stähli Svizzera        | Adam Pengilly Gran Bretagna                              | Aleksandr Tret'jakov Russia                     |
| 2011 | Schönau am Königssee | Martins Dukurs Lettonia       | Aleksandr Tret'jakov Russia                              | Frank Rommel Germania                           |
| 2012 | Lake Placid          | Martins Dukurs Lettonia       | Frank Rommel Germania                                    | Ben Sandford Nuova Zelanda                      |
| 2013 | Sankt Moritz         | Aleksandr Tret'jakov Russia   | Martins Dukurs Lettonia                                  | Sergej Čudinov Russia                           |
| 2015 | Winterberg           | Martins Dukurs Lettonia       | Aleksandr Tret'jakov Russia                              | Tomass Dukurs Lettonia                          |
| 2016 | Igls                 | Martins Dukurs Lettonia       | Aleksandr Tret'jakov Russia e Yun Sung-bin Corea del Sud | non assegnato                                   |
| 2017 | Schönau am Königssee | Martins Dukurs Lettonia       | Axel Jungk Germania                                      | Nikita Tregubov Russia                          |
| 2019 | Whistler             | Martins Dukurs Lettonia       | Nikita Tregubov Russia                                   | Yun Sung-bin Corea del Sud                      |
| 2020 | Altenberg            | Christopher Grotheer Germania | Axel Jungk Germania                                      | Alexander Gassner Germania                      |
| 2021 | Altenberg            | Christopher Grotheer Germania | Aleksandr Tret'jakov BFR                                 | Alexander Gassner Germania                      |
| 2023 | Sankt Moritz         | Matt Weston Gran Bretagna     | Amedeo Bagnis Italia                                     | Jung Seung-gi Corea del Sud                     |
| 2024 | Winterberg           |                               |                                                          |                                                 |
| 2025 | Lake Placid          |                               |                                                          |                                                 |

### Gara a squadre
Sino all'edizione di Whistler 2019 la gara a squadre miste comprendeva anche gli atleti e le atlete del bob ma tale formato è stato abolito a partire dalla rassegna del 2020 e sostituito con una gara a squadre miste riservata ai soli skeletonisti.
| Anno | Luogo                | Oro | Argento | Bronzo |
| ---- | -------------------- | --- | --- | --- |
| 2007 | Sankt Moritz         | Germania Frank Kleber Sandra Kiriasis Berit Wiacker Monique Riekewald Karl Angerer Marc Kühne                 | Stati Uniti Eric Bernotas Erin Pac Emily Azevedo Noelle Pikus-Pace Mike Kohn Curtis Tomasevicz                     | Svizzera Gregor Stähli Sabina Hafner Katharina Sutter Maya Pedersen Ivo Rüegg Thomas Lamparter                               |
| 2008 | Altenberg            | Germania Sebastian Haupt Sandra Kiriasis Berit Wiacker Anja Huber Matthias Höpfner Alex Mann                  | Canada Jon Montgomery Kaillie Humphries Jenni Hucul Michelle Kelly Lyndon Rush Nathan Cross                        | Stati Uniti Zach Lund Erin Pac Emily Azevedo Katie Uhlaender Steven Holcomb Curtis Tomasevicz                                |
| 2009 | Lake Placid          | Germania Frank Rommel Sandra Kiriasis Patricia Polifka Marion Trott Thomas Florschütz Andreas Barucha         | Svizzera Gregor Stähli Sabina Hafner Anne Dietrich Maya Pedersen Ivo Rüegg Cédric Grand                            | Stati Uniti Eric Bernotas Shauna Rohbock Valerie Fleming Katie Uhlaender Steven Holcomb Justin Olsen                         |
| 2011 | Schönau am Königssee | Germania Michi Halilovic Sandra Kiriasis Stephanie Schneider Marion Thees Francesco Friedrich Florian Becke   | Germania Frank Rommel Cathleen Martini Kristin Steinert Anja Huber Karl Angerer Alex Mann                          | Canada Jon Montgomery Kaillie Humphries Heather Moyse Mellisa Hollingsworth Lyndon Rush Cody Sorensen                        |
| 2012 | Lake Placid          | Stati Uniti Matthew Antoine Elana Meyers Emily Azevedo Katie Uhlaender Steven Holcomb Justin Olsen            | Germania Frank Rommel Sandra Kiriasis Berit Wiacker Marion Thees Maximilian Arndt Steven Deja                      | Canada John Fairbairn Kaillie Humphries Emily Baadsvik Mellisa Hollingsworth Justin Kripps Timothy Randall                   |
| 2013 | Sankt Moritz         | Stati Uniti John Daly Elana Meyers Lolo Jones Noelle Pikus-Pace Steven Holcomb Curtis Tomasevicz              | Germania Frank Rommel Sandra Kiriasis Sarah Noll Marion Thees Francesco Friedrich Gino Gerhardi                    | Canada Eric Neilson Kaillie Humphries Chelsea Valois Sarah Reid Lyndon Rush Cody Sorensen                                    |
| 2015 | Winterberg           | Germania Axel Jungk Cathleen Martini Lisette Thöne Tina Hermann Francesco Friedrich Martin Grothkopp          | Germania Christopher Grotheer Anja Schneiderheinze Franziska Bertels Anja Selbach Johannes Lochner Gregor Bermbach | Canada Dave Greszczyszyn Kaillie Humphries Kate O'Brien Elisabeth Vathje Justin Kripps Alexander Kopacz                      |
| 2016 | Igls                 | Germania Axel Jungk Anja Schneiderheinze Franziska Bertels Tina Hermann Johannes Lochner Tino Paasche         | Austria Matthias Guggenberger Christina Hengster Sanne Dekker Janine Flock Benjamin Maier Dănuț Ion Moldovan       | Germania Michael Zachrau Stephanie Schneider Anne Lobenstein Jacqueline Lölling Nico Walther Jannis Bäcker                   |
| 2017 | Schönau am Königssee | Germania Axel Jungk Mariama Jamanka Franziska Bertels Jacqueline Lölling Johannes Lochner Christian Rasp      | Germania Christopher Grotheer Stephanie Schneider Lisa-Marie Buckwitz Tina Hermann Nico Walther Philipp Wobeto     | Squadra Internazionale Alexander Gassner Maria Adela Constantin Andreea Grecu Anna Fernstädt Richard Oelsner Marc Rademacher |
| 2019 | Whistler             | Germania Christopher Grotheer Anna Köhler Lisa Sophie Gericke Sophia Griebel Johannes Lochner Marc Rademacher | Canada Dave Greszczyszyn Christine de Bruin Kristen Bujnowski Mirela Rahneva Nicholas Poloniato Keefer Joyce       | Stati Uniti Greg West Brittany Reinbolt Jessica Davis Savannah Graybill Geoffrey Gadbois Kristopher Horn                     |
| 2020 | Altenberg            | Germania Jacqueline Lölling Alexander Gassner                                                                 | Canada Jane Channell David Greszczyszyn                                                                            | Italia Valentina Margaglio Mattia Gaspari                                                                                    |
| 2021 | Altenberg            | Germania Tina Hermann Christopher Grotheer                                                                    | Germania Jacqueline Lölling Alexander Gassner                                                                      | BFR Elena Nikitina Aleksandr Tret'jakov                                                                                      |
| 2023 | Sankt Moritz         | Germania Susanne Kreher Christopher Grotheer                                                                  | Gran Bretagna Laura Deas Matt Weston                                                                               | Gran Bretagna Brogan Crowley Craig Thompson                                                                                  |
| 2024 | Winterberg           | | | |
| 2025 | Lake Placid          | | | |

## Medagliere
Aggiornato all'edizione 2023.

### Totale
| Pos.   | Nazione                | Oro | Argento | Bronzo | Totale |
| ------ | ---------------------- | --- | ------- | ------ | ------ |
| 1      | Germania               | 24  | 16      | 11     | 53     |
| 2      | Svizzera               | 7   | 8       | 5      | 20     |
| 3      | Canada                 | 6   | 8       | 11     | 25     |
| 4      | Lettonia               | 6   | 1       | 1      | 8      |
| 5      | Austria                | 5   | 9       | 8      | 22     |
| 6      | Stati Uniti            | 5   | 7       | 12     | 24     |
| 7      | Gran Bretagna          | 4   | 4       | 3      | 11     |
| 8      | Russia                 | 1   | 5       | 4      | 10     |
| 9      | Nuova Zelanda          | 1   | 0       | 1      | 2      |
| 10     | BFR                    | 0   | 1       | 2      | 3      |
| 11     | Corea del Sud          | 0   | 1       | 2      | 3      |
| 12     | Italia                 | 0   | 1       | 1      | 2      |
| 13     | Paesi Bassi            | 0   | 1       | 0      | 2      |
| 14     | Squadra Internazionale | 0   | 0       | 1      | 1      |
| Totale | Totale                 | 61  | 62      | 61     | 184    |

### Singolo donne
| Pos.   | Nazione       | Oro | Argento | Bronzo | Totale |
| ------ | ------------- | --- | ------- | ------ | ------ |
| 1      | Germania      | 11  | 5       | 4      | 20     |
| 2      | Stati Uniti   | 2   | 3       | 4      | 9      |
| 3      | Gran Bretagna | 2   | 2       | 2      | 6      |
| 4      | Svizzera      | 2   | 2       | 0      | 4      |
| 5      | Canada        | 1   | 3       | 5      | 9      |
| 6      | Austria       | 0   | 1       | 1      | 2      |
| 6      | Russia        | 0   | 1       | 1      | 2      |
| 8      | Paesi Bassi   | 0   | 1       | 0      | 1      |
| 9      | BFR           | 0   | 0       | 1      | 1      |
| Totale | Totale        | 18  | 18      | 18     | 54     |

### Singolo uomini
| Pos.   | Nazione       | Oro | Argento | Bronzo | Totale |
| ------ | ------------- | --- | ------- | ------ | ------ |
| 1      | Lettonia      | 6   | 1       | 1      | 8      |
| 2      | Austria       | 5   | 7       | 6      | 18     |
| 3      | Svizzera      | 5   | 5       | 4      | 14     |
| 4      | Canada        | 5   | 2       | 2      | 9      |
| 5      | Germania      | 4   | 5       | 6      | 15     |
| 6      | Gran Bretagna | 2   | 1       | 0      | 3      |
| 7      | Russia        | 1   | 4       | 3      | 8      |
| 8      | Stati Uniti   | 1   | 3       | 5      | 9      |
| 9      | Nuova Zelanda | 1   | 0       | 1      | 2      |
| 10     | Corea del Sud | 0   | 1       | 2      | 3      |
| 11     | BFR           | 0   | 1       | 0      | 1      |
| 11     | Italia        | 0   | 1       | 0      | 1      |
| Totale | Totale        | 30  | 31      | 30     | 91     |

## Statistiche e record

### Titoli vinti

#### Totale
Nella seguente classifica sono indicate tutte le atlete e tutti gli atleti che hanno vinto almeno due titoli in qualsiasi disciplina (singolo e/o gara a squadre), ordinate/i per numero di vittorie. Le graduatorie sono aggiornate all'edizione 2021. In grassetto le atlete e gli atleti ancora in attività.
| Pos. | Atleta               | Nazione     | Titoli | Singolo | Gara a squadre |
| ---- | -------------------- | ----------- | ------ | ------- | -------------- |
| 1    | Tina Hermann         | Germania    | 7      | 4       | 3              |
| 2    | Martins Dukurs       | Lettonia    | 6      | 6       | -              |
| 3    | Christopher Grotheer | Germania    | 5      | 2       | 3              |
| 4    | Marion Trott-Thees   | Germania    | 4      | 2       | 2              |
| 5    | Axel Jungk           | Germania    | 3      | -       | 3              |
| 5    | Jacqueline Lölling   | Germania    | 3      | 1       | 2              |
| 5    | Gregor Stähli        | Svizzera    | 3      | 3       | -              |
| 7    | Ryan Davenport       | Canada      | 2      | 2       | -              |
| 7    | Anja Huber-Selbach   | Germania    | 2      | 1       | 1              |
| 7    | Susanne Kreher       | Germania    | 2      | 1       | 1              |
| 7    | Jeff Pain            | Canada      | 2      | 2       | -              |
| 7    | Maya Pedersen        | Svizzera    | 2      | 2       | -              |
| 7    | Noelle Pikus-Pace    | Stati Uniti | 2      | 1       | 1              |
| 7    | Katie Uhlaender      | Stati Uniti | 2      | 1       | 1              |

#### Singolo
Nelle seguenti classifiche sono indicate tutte le atlete e tutti gli atleti che hanno vinto almeno due titoli nel singolo, ordinate/i per numero di vittorie. Le graduatorie sono aggiornate all'edizione 2021. In grassetto le atlete e gli atleti ancora in attività.
| Pos. | Atleta               | Nazione  | Titoli | Edizioni vinte                     |
| ---- | -------------------- | -------- | ------ | ---------------------------------- |
| 1    | Martins Dukurs       | Lettonia | 6      | 2011, 2012, 2015, 2016, 2017, 2019 |
| 2    | Tina Hermann         | Germania | 4      | 2016, 2019, 2020, 2021             |
| 3    | Gregor Stähli        | Svizzera | 3      | 1994, 2007, 2009                   |
| 4    | Ryan Davenport       | Canada   | 2      | 1996, 1997                         |
| 4    | Christopher Grotheer | Germania | 2      | 2020, 2021                         |
| 4    | Jeff Pain            | Canada   | 2      | 2003, 2005                         |
| 4    | Maya Pedersen        | Svizzera | 2      | 2001, 2005                         |
| 4    | Marion Trott-Thees   | Germania | 2      | 2009, 2011                         |

| Singolo donne | Singolo donne      | Singolo donne | Singolo donne | Singolo donne          |
| Pos.          | Atleta             | Nazione       | Titoli        | Edizioni vinte         |
| ------------- | ------------------ | ------------- | ------------- | ---------------------- |
| 1             | Tina Hermann       | Germania      | 4             | 2016, 2019, 2020, 2021 |
| 2             | Maya Pedersen      | Svizzera      | 2             | 2001, 2005             |
| 2             | Marion Trott-Thees | Germania      | 2             | 2009, 2011             |

| Singolo uomini | Singolo uomini       | Singolo uomini | Singolo uomini | Singolo uomini                     |
| Pos.           | Atleta               | Nazione        | Titoli         | Edizioni vinte                     |
| -------------- | -------------------- | -------------- | -------------- | ---------------------------------- |
| 1              | Martins Dukurs       | Lettonia       | 6              | 2011, 2012, 2015, 2016, 2017, 2019 |
| 2              | Gregor Stähli        | Svizzera       | 3              | 1994, 2007, 2009                   |
| 3              | Ryan Davenport       | Canada         | 2              | 1996, 1997                         |
| 3              | Christopher Grotheer | Germania       | 2              | 2020, 2021                         |
| 3              | Jeff Pain            | Canada         | 2              | 2003, 2005                         |

#### Gara a squadre
Nella seguente classifica sono indicate tutte le atlete e tutti gli atleti che hanno vinto almeno due titoli nella competizione a squadre, ordinate/i per numero di vittorie. Le graduatorie sono aggiornate all'edizione 2021. In grassetto le atlete e gli atleti ancora in attività.
| Pos. | Atleta               | Nazione  | Titoli | Edizioni vinte   |
| ---- | -------------------- | -------- | ------ | ---------------- |
| 1    | Christopher Grotheer | Germania | 3      | 2019, 2021, 2023 |
| 1    | Tina Hermann         | Germania | 3      | 2015, 2016, 2021 |
| 1    | Axel Jungk           | Germania | 3      | 2015, 2016, 2017 |
| 3    | Jacqueline Lölling   | Germania | 2      | 2017, 2020       |
| 3    | Marion Trott-Thees   | Germania | 2      | 2009, 2011       |

### Medaglie conquistate

#### Totale
Nella seguente classifica sono indicate tutte le atlete e tutti gli atleti che hanno conquistato almeno cinque medaglie in qualsiasi disciplina (singolo e/o gara a squadre), ordinate prima per numero e poi per tipologia (con precedenza agli ori, poi agli argenti e infine ai bronzi). Le graduatorie sono aggiornate all'edizione 2023. In grassetto le atlete e gli atleti ancora in attività.
| Pos. | Atleta                | Nazione     | Totale | Oro | Argento | Bronzo | Prima medaglia | Ultima medaglia |
| ---- | --------------------- | ----------- | ------ | --- | ------- | ------ | -------------- | --------------- |
| 1    | Gregor Stähli         | Svizzera    | 10     | 3   | 4       | 3      | 1990           | 2009            |
| 2    | Tina Hermann          | Germania    | 9      | 7   | 2       | -      | 2015           | 2021            |
| 4    | Martins Dukurs        | Lettonia    | 7      | 6   | 1       | -      | 2011           | 2019            |
| 5    | Jacqueline Lölling    | Germania    | 7      | 3   | 4       | -      | 2015           | 2021            |
| 6    | Christopher Grotheer  | Germania    | 7      | 5   | 2       | -      | 2015           | 2023            |
| 6    | Frank Rommel          | Germania    | 7      | 1   | 4       | 2      | 2008           | 2013            |
| 6    | Aleksandr Tret'jakov  | Russia      | 7      | 1   | 4       | 2      | 2009           | 2021            |
| 9    | Marion Trott-Thees    | Germania    | 6      | 4   | 2       | -      | 2009           | 2013            |
| 10   | Katie Uhlaender       | Stati Uniti | 6      | 2   | 1       | 3      | 2007           | 2012            |
| 11   | Axel Jungk            | Germania    | 5      | 3   | 2       | -      | 2015           | 2020            |
| 12   | Anja Huber-Selbach    | Germania    | 5      | 2   | 3       | -      | 2008           | 2015            |
| 12   | Noelle Pikus-Pace     | Germania    | 5      | 2   | 3       | -      | 2005           | 2013            |
| 14   | Maya Pedersen         | Svizzera    | 5      | 2   | 2       | 1      | 2001           | 2009            |
| 15   | Christian Auer        | Austria     | 5      | 1   | 2       | 2      | 1989           | 1996            |
| 16   | Alexander Gassner     | Germania    | 5      | 1   | 1       | 3      | 2017           | 2021            |
| 17   | Mellisa Hollingsworth | Canada      | 5      | -   | 2       | 3      | 2000           | 2012            |

#### Singolo
Nelle seguenti classifiche sono indicate tutte le atlete e tutti gli atleti che hanno conquistato almeno quattro medaglie nel singolo (tre per le classifiche di genere), ordinate prima per numero e poi per tipologia (con precedenza agli ori, poi agli argenti e infine ai bronzi). Le graduatorie sono aggiornate all'edizione 2021. In grassetto le atlete e gli atleti ancora in attività.
| Pos. | Atleta               | Nazione  | Totale | Oro | Argento | Bronzo | Prima medaglia | Ultima medaglia |
| ---- | -------------------- | -------- | ------ | --- | ------- | ------ | -------------- | --------------- |
| 1    | Gregor Stähli        | Svizzera | 8      | 3   | 3       | 2      | 1990           | 2009            |
| 2    | Martins Dukurs       | Lettonia | 7      | 6   | 1       | -      | 2011           | 2019            |
| 3    | Aleksandr Tret'jakov | Russia   | 6      | 1   | 4       | 1      | 2009           | 2021            |
| 4    | Tina Hermann         | Germania | 4      | 4   | 1       | -      | 2016           | 2021            |
| 5    | Christian Auer       | Austria  | 5      | 1   | 2       | 2      | 1989           | 1996            |
| 6    | Jacqueline Lölling   | Germania | 4      | 1   | 3       | -      | 2015           | 2021            |
| 6    | Andi Schmid          | Austria  | 4      | 1   | 3       | -      | 1990           | 1994            |
| 8    | Franz Plangger       | Austria  | 4      | -   | 2       | 2      | 1989           | 1996            |

| Singolo donne | Singolo donne              | Singolo donne | Singolo donne | Singolo donne | Singolo donne | Singolo donne | Singolo donne  | Singolo donne   |
| Pos.          | Atleta                     | Nazione       | Totale        | Oro           | Argento       | Bronzo        | Prima medaglia | Ultima medaglia |
| ------------- | -------------------------- | ------------- | ------------- | ------------- | ------------- | ------------- | -------------- | --------------- |
| 1             | Tina Hermann               | Germania      | 5             | 4             | 1             | -             | 2016           | 2021            |
| 2             | Jacqueline Lölling         | Germania      | 4             | 1             | 3             | -             | 2015           | 2021            |
| 3             | Maya Pedersen              | Svizzera      | 3             | 2             | 1             | -             | 2001           | 2007            |
| 4             | Noelle Pikus-Pace          | Stati Uniti   | 3             | 1             | 2             | -             | 2005           | 2013            |
| 5             | Katie Uhlaender            | Stati Uniti   | 3             | 1             | 1             | 1             | 2007           | 2012            |
| 6             | Elizabeth Yarnold          | Gran Bretagna | 3             | 1             | -             | 2             | 2012           | 2017            |
| 7             | Mellisa Hollingsworth      | Canada        | 3             | -             | 2             | 1             | 2000           | 2012            |
| 8             | Kerstin Jürgens-Szymkowiak | Germania      | 3             | -             | -             | 3             | 2004           | 2009            |

| Singolo uomini | Singolo uomini       | Singolo uomini | Singolo uomini | Singolo uomini | Singolo uomini | Singolo uomini | Singolo uomini | Singolo uomini  |
| Pos.           | Atleta               | Nazione        | Totale         | Oro            | Argento        | Bronzo         | Prima medaglia | Ultima medaglia |
| -------------- | -------------------- | -------------- | -------------- | -------------- | -------------- | -------------- | -------------- | --------------- |
| 1              | Gregor Stähli        | Svizzera       | 8              | 3              | 3              | 2              | 1990           | 2009            |
| 2              | Martins Dukurs       | Lettonia       | 7              | 6              | 1              | -              | 2011           | 2019            |
| 3              | Aleksandr Tret'jakov | Russia         | 6              | 1              | 4              | 1              | 2009           | 2021            |
| 4              | Christian Auer       | Austria        | 5              | 1              | 2              | 2              | 1989           | 1996            |
| 5              | Andi Schmid          | Austria        | 4              | 1              | 3              | -              | 1990           | 1994            |
| 6              | Franz Plangger       | Austria        | 4              | -              | 2              | 2              | 1989           | 1996            |
| 7              | Jeff Pain            | Canada         | 3              | 2              | 1              | -              | 2001           | 2005            |
| 8              | Ryan Davenport       | Canada         | 3              | 2              | -              | 1              | 1995           | 1997            |
| 9              | Jim Shea             | Stati Uniti    | 3              | 1              | 1              | 1              | 1997           | 2000            |
| 9              | Alain Wicki          | Svizzera       | 3              | 1              | 1              | 1              | 1982           | 1998            |
| 11             | Frank Rommel         | Germania       | 3              | -              | 1              | 2              | 2008           | 2012            |

#### Gara a squadre
Nella seguente classifica sono indicate tutte le atlete e tutti gli atleti che hanno conquistato almeno tre medaglie nella competizione a squadre, ordinate prima per numero e poi per tipologia (con precedenza agli ori, poi agli argenti e infine ai bronzi). Le graduatorie sono aggiornate all'edizione 2023. In grassetto le atlete e gli atleti ancora in attività.
| Pos. | Atleta               | Nazione     | Totale | Oro | Argento | Bronzo | Prima medaglia | Ultima medaglia |
| ---- | -------------------- | ----------- | ------ | --- | ------- | ------ | -------------- | --------------- |
| 1    | Christopher Grotheer | Germania    | 5      | 3   | 2       | -      | 2015           | 2023            |
| 2    | Tina Hermann         | Germania    | 4      | 3   | 1       | -      | 2015           | 2021            |
| 3    | Marion Trott-Thees   | Germania    | 4      | 2   | 2       | -      | 2009           | 2013            |
| 4    | Frank Rommel         | Germania    | 4      | 1   | 3       | -      | 2009           | 2013            |
| 5    | Axel Jungk           | Germania    | 3      | 3   | -       | -      | 2015           | 2017            |
| 6    | Jacqueline Lölling   | Germania    | 3      | 2   | 1       | -      | 2015           | 2021            |
| 7    | Anja Huber-Selbach   | Germania    | 3      | 1   | 2       | -      | 2008           | 2015            |
| 8    | Alexander Gassner    | Germania    | 3      | 1   | 1       | 1      | 2015           | 2021            |
| 9    | Katie Uhlaender      | Stati Uniti | 3      | 1   | -       | 2      | 2008           | 2012            |